# でんすけすいか

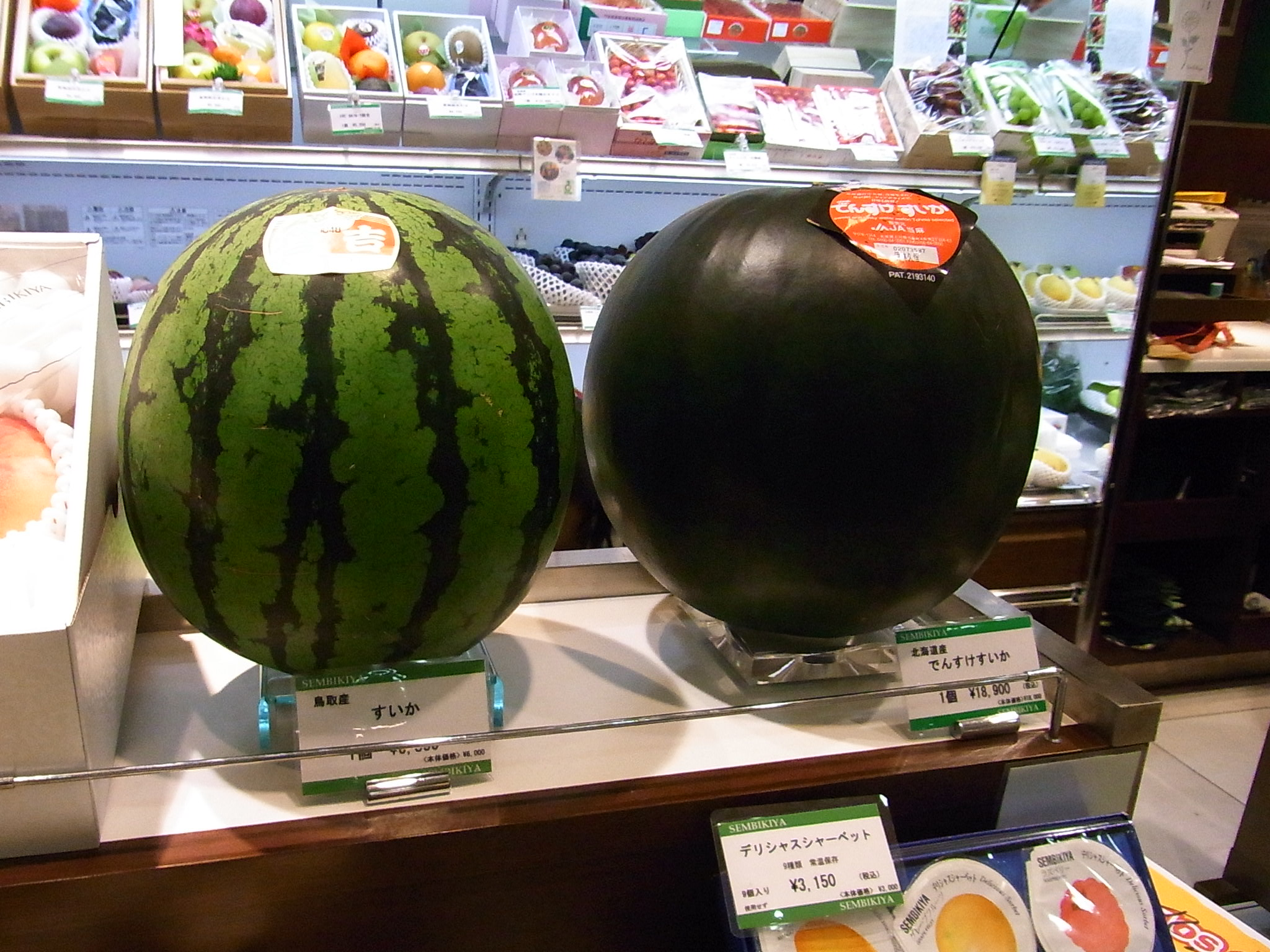
でんすけすいか（右側 北海道産 2010年7月撮影）

でんすけすいかは、北海道上川郡当麻町で生産・出荷（当麻農業協同組合：JA当麻）されるスイカである。

## 概要
北海道を代表するスイカでもある。名称「でんすけ」の由来は、1960年代から70年代にかけ、テレビで人気だった浅草の喜劇俳優・大宮敏充が演じたキャラクター「大宮デン助」の「ハゲづら」の頭と、水田の転作が始まる時代でもあり、「田を助ける（田助）」の二つの由来がある。
札幌市中央卸売市場に出荷されたスイカは、初競りで毎年、高額で取引される。過去最高額は1玉65万円であり、2007年(平成19年)に丸果旭川青果卸売市場で取引された。この札幌中央卸売市場で60万円で落札されたスイカは、東京の百貨店｢伊勢丹｣で店頭販売された。同百貨店は、過去何度も落札している。
毎年、夕張メロン・らいでん西瓜などと共に、メディアに取り上げられ、北海道民に初夏の風物詩として認知される。

## 製品
出荷期間は、7月より8月まで。

### 品種
品種名「タヒチ」
肥大化、空洞が発生をし易い品種であり、高い生産技術が必要である。
最高ランクの秀品では、空洞（割れ）は、ほとんど発生しないが、次ランクの優品・良品の果肉は、必ずと言っても良い程、空洞（割れ）が発生している。

### 特徴
果皮は暗緑色で縞模様がない。果重は約6-8㎏で大玉サイズ。果肉は赤肉で糖度が高い。贈答品としての知名度も高く、全国各地に出荷される。

## 歴史
- 1984年（昭和59年） 黒皮品種のスイカ「でんすけすいか」を生産開始[1]。
- 1989年（平成元年） 特許庁に商標登録された。
- 2000年（平成12年） 7月～8月15日にかけて、当時札幌市に本社があったゲームメーカーハドソンのゲームキャラクターであり、看板キャラクターである「ボンバーマン」とタイアップしたキャンペーンが行われた[4][5]。また同年12月21日に発売されたPlayStation用ソフト『ボンバーマンランド』にも「でんすけすいか」が登場する。
- 2005年（平成17年） 生産組合「当麻町そ菜研究会でんすけ部会」が第35回日本農業賞 大賞（集団組織の部）を受賞。
- 2007年（平成19年） 初競りの最高落札金額を更新。1玉65万円（旭川）